# 港座 (名古屋市)
港座（みなとざ）は、かつて愛知県名古屋市中区門前町4-8（現・大須2丁目）にあった映画館。

## 歴史

### 戦前の歴史
1914年（大正3年）3月14日、名古屋市中区門前町（大須）の浅間通（現・大須観音通）に、坂東鶴之助一座の歌舞伎をこけら落としとして港座が開場した。1920年（大正9年）9月20日には活動常設館に転換し、オープニングとしてモーリス・トゥールヌール監督の『ウーマン』を上映した。
1929年（昭和4年）6月16日に改築され、オープニングとして溝口健二監督作『東京行進曲』とマキノ・プロダクションの時代劇『乳姉妹』を上映した。いずれもサイレント映画である。改築後には日活や片岡千恵蔵プロダクションの名古屋における封切館となった。

### 戦後の歴史

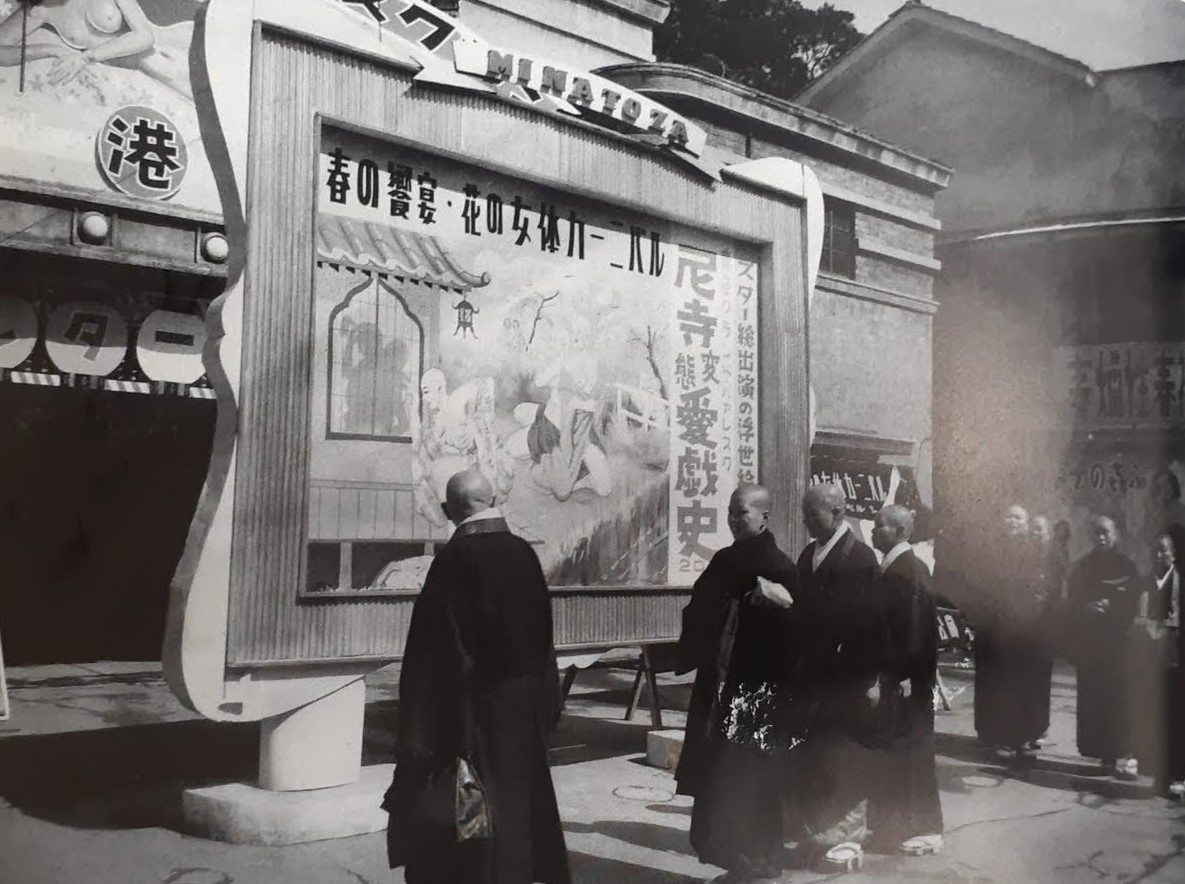
ストリップ劇場時代

戦後の1947年（昭和22年）にはストリップ劇場となり、1954年（昭和29年）3月には「尼寺変態愛戯史」のストリップ興行で尼僧法団東海支部から抗議を受けている。1957年（昭和32年）には邦画上映館に戻った。
1961年（昭和36年）頃には港座裏手の楽屋部分に小屋を建ててストリップ劇場の港ミュージックとした。1965年（昭和40年）10月1日にこの建物を用いて開場したのが大須演芸場である。その後、港座の建物は取り壊され、1966年（昭和41年）11月には跡地に愛知県中小企業福祉会館が建った。

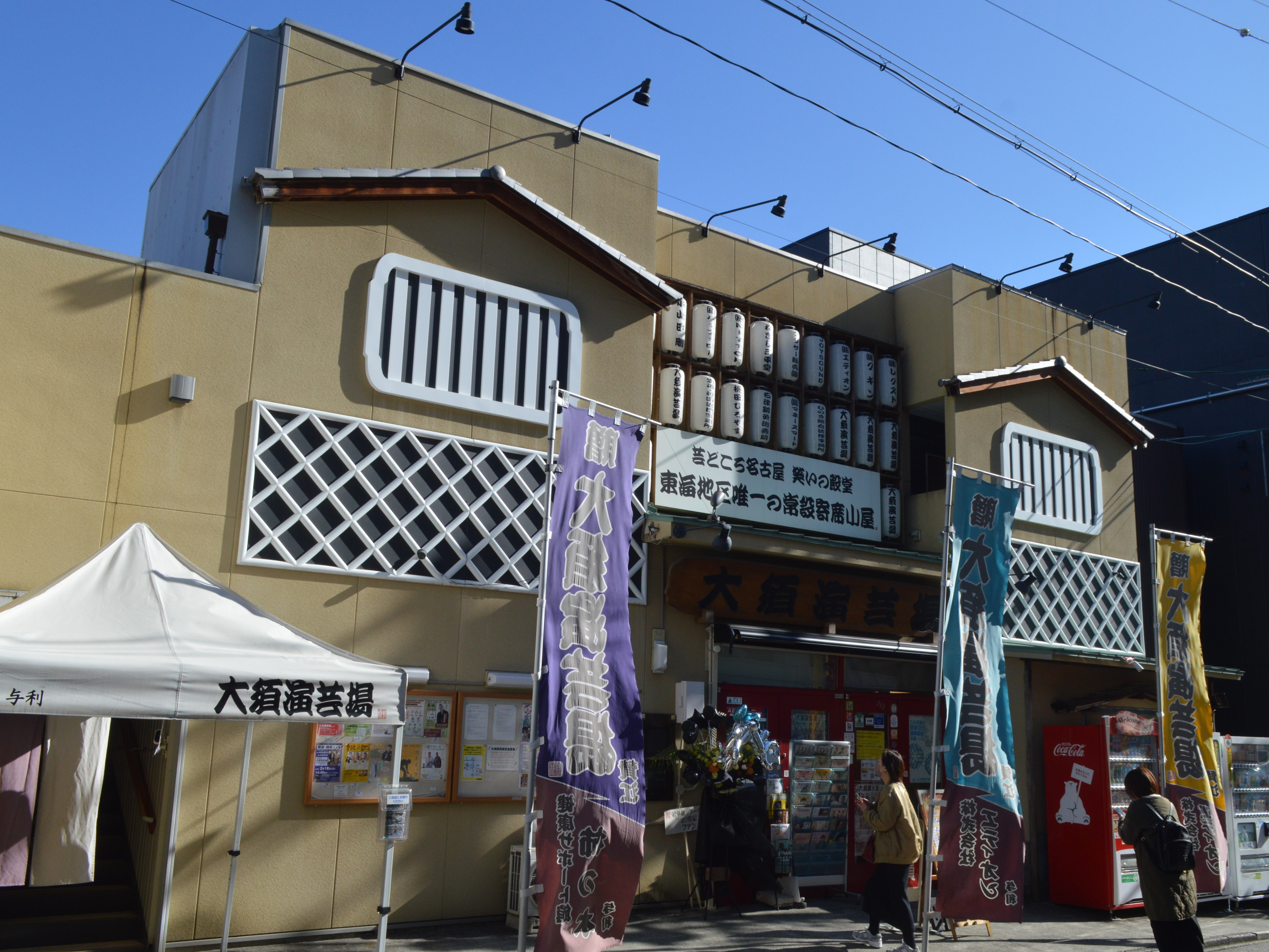
大須演芸場